# Back & Forth
"Back & Forth" é o single de estreia da cantora americana Aaliyah, presente em seu álbum de estreia Age Ain't Nothing But a Number (1994). Escrita e produzida pelo cantor de R&B R. Kelly, liricamente a faixa fala sobre a animação de uma adolescente para festejar no final de semana com os amigos. "Back & Forth" foi descrita como uma canção dance com influências pop e R&B. Vocalmente na canção, ela canta de uma forma "descontraída". Blackground e Jive Records lançaram a canção como primeiro single do álbum em 8 de abril de 1994. Após o seu lançamento, a canção foi recebida com críticas positivas, com a maioria dos críticos aclamando o conteúdo lírico e a entrega vocal de Aaliyah na faixa.
Comercialmente, "Back & Forth" obteve um ótimo desempenho, alcançando a quinta posição da Billboard Hot 100, além de passar um total de três semanas no topo da parada de R&B/Hip-Hop dos Estados Unidos. Em 9 de junho de 1994, a canção recebeu o certificado de ouro da Recording Industry Association of America (RIAA). Ao fim de 1994, a Billboard revelou que a canção já havia vendido mais de 700.000 cópias nos Estados Unidos.
Internacionalmente, "Back & Forth" teve um desempenho moderadamente bom, alcançando o top 20 nas paradas do Reino Unido e o top 40 nos Países Baixos. O videoclipe da canção foi dirigido por Millicent Shelton na cidade natal de Aaliyah, Detroit. O local de gravação do clipe foi a escola onde Aaliyah estudava e durante a gravação vários adolescentes locais foram recrutados para múltiplas cenas do clipe.

## Composição e interpretação lírica
"Back & Forth" foi descrita como uma canção dance urbana com influências pop e R&B. Na canção, Aaliyah canta com um "vocal sútil e descontraído" enquanto ela fala sobre festejar com os amigos no final de semana. De acordo com a Billboard, "Não importa que Aaliyah tenha 15 anos. É o bendito final de semana, então ela está se juntando com suas amigas e indo para a local da festa". Quando indagada da direção lírica de "Back & Forth", Aaliyah disse: "Não é uma canção de amor ou algo do tipo. É sobre ir para a festa e se divertir. Eu tenho canções sobre amor, paixões, ou que seja, mas essa é sobre dançar. Esse álbum é sobre adolescentes e sobre o que eles passam". Entertainment Weekly descreveu a faixa como um "convite fumegante para dançar a noite inteira" com Aaliyah querendo que a "melodia funky lhe bote no humor".

## Recepção da crítica
Em sua crítica da música, Larry Flick, da Billboard, sentiu que esta música estava a caminho de ser um sucesso pop e urbano e elogiou o estilo vocal de Aaliyah dizendo: "Vale a pena notar que essa recém-chegada tem o charme vocal e alcance para aquecer os corações dos apostadores por conta própria". Ele também complementou a abordagem de Aaliyah de ser percebida como dura e sexy em comparação com suas colegas da indústria que lutam para ser vistas como duras e sexy. De acordo com Georgette Cline do The Boombox, "Afastando-se do R&B que fala de desgosto e traição, os vocais de Aaliyah brilharam no primeiro single de seu LP de estreia, Age Ain't Nothing But a Number, enquanto ela cantava sobre a pista de dança e se perder nas músicas do DJ".  Elena Bergeron, da Complex, sentiu que "Back & Forth" era o exemplo perfeito de por que Aaliyah poderia ser tímida com a mídia em relação à sua idade. Bergeron também elogiou a voz de Aaliyah dizendo: "Em vez de se emocionar demais como uma cantora infantil, Aaliyah está confiante em cantar sobre algo básico - é apenas uma música sobre festas em uma noite de sexta-feira - e isso exige a contenção de um adulto". Alan Jones, da Music Week, considerou-a "uma estreia suave, de verão e com alma de jill swing", observando "um estilo fácil, rolante, quase jazzístico, e um vocal que não está a um milhão de milhas de Janet Jackson". Ralph Tee, do RM Dance Update, disse que "essa jovem coloca sua voz em algum lugar entre Mary J. Blige e a vocalista principal do SWV em uma melodia de ritmo médio, a melodia sendo em uma daquelas teclas menores sensuais tão típicas da música contemporânea R&B urbano". Quentin B. Huff, do PopMatters, sentiu que a música era "simples, mas eficaz, e os vocais em camadas de Aaliyah aquecem a faixa como um cobertor suave. "Back & Forth" se integra perfeitamente a qualquer lista de reprodução de dança de ritmo acelerado". James Hunter, da Vibe, descreveu Aaliyah como ágil, substancial, confiante e pacífica. Ele também sentiu que "Back & Forth" era uma "candidata líder para o melhor single do ano". Em uma crítica ao álbum de estreia de Aaliyah, Age Ain't Nothing But a Number, Tonya Pendleton, do The Washington Post, elogiou os vocais de Aaliyah na música dizendo: "A voz sedosa de Aaliyah acaricia a batida, que oscila ritmicamente através de "Back & Forth", um dos hinos de rua deste verão".

### Prêmios
Em outubro de 1994, a canção foi indicada na categoria de Best New R&B/Urban Artist Clip of the Year no Billboard Music Video Awards. Enquanto isso, em julho de 1995, Aaliyah foi indicada ao prêmio de Melhor Novo Artista de R&B/Soul, por "Back & Forth", no Soul Train Lady of Soul Awards.

## Formatos e listas de faixas
Estes são os formatos e listas de faixas dos lançamentos de "Back & Forth".
US CD (May 20, 1994)
1. "Back & Forth" (LP version) - 3:51
2. "Back & Forth" (Mr. Lee & R. Kelly's Remix) - 3:44
3. "Back & Forth" (Ms. Mello Remix) - 5:58
4. "Back & Forth" (Mr. Lee's Club Mix) - 5:40
5. "Back & Forth" (Ms. Mello Instrumental) - 5:58
6. "Back & Forth" (Mr. Lee's Bonus Beats) - 5:13

US 12" vinyl

(01241-42173-1; Released: 1994)
Lado A
1. "Back & Forth" (LP version) - 3:51
2. "Back & Forth" (Mr. Lee & R. Kelly's Remix) - 3:44
3. "Back & Forth" (Ms. Mello Remix) - 5:58

Lado B
1. "Back & Forth" (Mr. Lee's Club Mix) - 5:40
2. "Back & Forth" (Ms. Mello Instrumental) - 5:58
3. "Back & Forth" (Mr. Lee's Bonus Beats) - 5:13

UK CD

(JIVE CD 357; Released: 20 June 1994)
1. "Back & Forth" (LP version) - 3:51
2. "Back & Forth" (Mr. Lee & R. Kelly's Remix) - 3:44
3. "Back & Forth" (UK Flavour - Alternative Mix) - 4:37
4. "Back & Forth" (Ms. Mello Remix) - 5:58
5. "Back & Forth" (Mr. Lee's Club Mix) - 5:40

UK 12" vinyl

(JIVE T 357; Released: 1994)
Lado A
1. "Back & Forth" (LP version) - 3:51
2. "Back & Forth" (Mr. Lee & R. Kelly's Remix) - 3:44
3. "Back & Forth" (Ms. Mello Remix) - 5:58

Lado B
1. "Back & Forth" (UK Flavour) - 4:37
2. "Back & Forth" (Mr. Lee's Club Mix) - 5:40

## Videoclipe

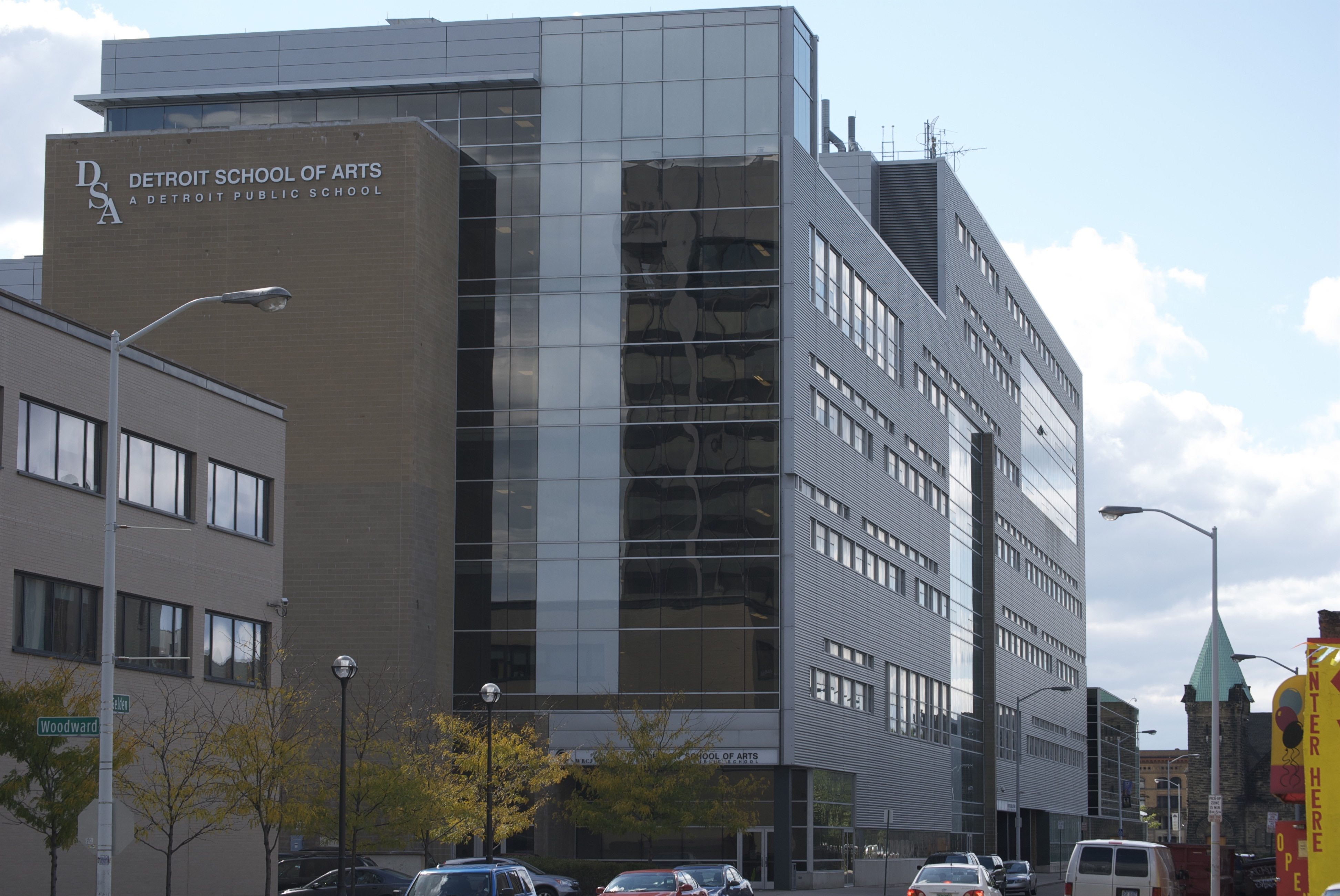
Foto da "Detroit's High School for the Fine and Performing Arts", escola que Aaliyah frequentava.

O videoclipe de "Back & Forth" foi dirigido por Millicent Shelton e foi filmado em 16 de janeiro de 1994, data do 15º aniversário de Aaliyah, e foi lançado em fevereiro de 1994. O videoclipe foi filmado na Detroit's High School for the Fine and Performing Arts, que era a escola que Aaliyah frequentava. Antes das filmagens, Aaliyah e R. Kelly trabalharam nos movimentos de dança e no estilo do vídeo. No dia da gravação, vários adolescentes locais foram recrutados para múltiplas cenas do clipe. Quando Aaliyah descreveu sua experiência de grava seu primeiro clipe ela disse: "Aquele foi meu primeiro vídeo, mas Millicent fez com que eu me sentisse confortável". Entre as tomadas, ela escutava canções de Tupac, Wu-Tang Clan e Gang Starr. Segundo ela, "Eles todos fazem rap em um nível intelectual".

### Recepção
O sucesso instantâneo do clipe de "Back & Forth" fez com que a gravadora de Aaliyah antecipasse o lançamento de seu álbum de estreia. De acordo com Barry Wiss, vice presidente sênior da Jive Records: "A data de lançamento original de 14 de junho do álbum Age Ain't Nothing But AaNumber foi trocada para 24 de maio". Weiss continuou seu anúncio dizendo, "'Back & Forth' permeou a consciência do público jovem, e tendo em vista que ganhou força tão rapidamente, a MTV saltou a bordo mais rápido do que pensávamos, o que levou à nossa decisão de lançar o álbum mais cedo". "Back & Forth" recebeu muito airplay em vários programas musicais na TV. Durante a semana de 12 de junho de 1994, o clipe foi o segundo mais tocado no canal BET. Enquanto isso, na semana de 26 de junho de 1994, o videoclipe foi o décimo segundo mais tocado na MTV.

## Legado
Madonna fez sample de "Back & Forth" na canção "Inside of Me", presente em seu sexto álbum de estúdio Bedtime Stories (1994), que foi lançado alguns meses depois do single de estreia de Aaliyah. A publicação britânica NME classificou a canção na 10ª posição da lista dos 50 Incríveis Singles de Estreia que Deram Início à Grandes Carreiras. Huffpost incluiu a canção na 16ª posição da lista dos 33 Melhores Singles de Estreia de Divas do Pop, declarando que "Aaliyah mesclou o hip-hop e o dance-pop para promover um som que muitos de seus colegas imitariam". Billboard incluiu "Back & Forth" na lista de Músicas de Verão 1958-2016: O Top 10 de Cada Verão. A canção também esteve presente na 13ª posição da lista dos 50 Melhores Singles Pop de 1994 da Idolator. O rapper Kid Ink mencionou a canção em seu verso da canção "nEXt" (2014) de Sevyn Streeter. Em 2014, Beyoncé compartilhou, através de seu website, sua playlist de canções do Memorial Day e "Back & Forth" esteve presente. Em 2015, Rihanna incluiu a canção na playlist da segunda edição anual de seu evento caridade Diamond Ball. Em novembro de 2017, Kim Kardashian incluiu a canção na sua playlist "Glam Session" no Spotify. Em 2018, o rapper Tyga fez sample de "Back & Forth" em sua faixa "U Cry". Em 2019, o cantor Chris Brown fez sample da canção na faixa "Throw It Back", presente em seu nono álbum de estúdio Indigo. Em maio de 2020, a revista Rolling Stone incluiu a canção na 51ª posição da lista dos 100 Melhores Singles de Estreia de Todos os Tempos.

## Tabelas musicais

### Tabelas semanais
| Tabelas musicais (1994)                             | Melhor posição |
| --------------------------------------------------- | -------------- |
| Austrália (ARIA)                                    | 100            |
| Canadá - Canada Top Singles (RPM)                   | 70             |
| Escócia (OCC)                                       | 73             |
| Japão (Oricon)                                      | 10             |
| Nova Zelândia (Recorded Music NZ)                   | 48             |
| Estados Unidos (Billboard Hot 100)                  | 5              |
| Estados Unidos - Adult R&B Airplay (Billboard)      | 6              |
| Estados Unidos - Hot Dance Single Sales (Billboard) | 2              |
| Estados Unidos - Hot R&B/Hip-Hop Songs (Billboard)  | 1              |
| Estados Unidos - Mainstream Top 40 (Billboard)      | 16             |
| Estados Unidos - Radio Songs (Billboard)            | 7              |
| Estados Unidos - R&B/Hip-Hop Airplay (Billboard)    | 1              |
| Estados Unidos - US Rhythmic (Billboard)            | 1              |
| Países Baixos (Single Top 100)                      | 38             |
| Reino Unido - UK Dance (Music Week)                 | 6              |
| Reino Unido - UK Dance (OCC)                        | 16             |
| Reino Unido - UK Singles (OCC)                      | 16             |
| União Europeia (European Hot 100 Singles)           | 77             |

### Tabelas de fim de ano
| Tabelas musicais (1994)                            | Melhor posição |
| -------------------------------------------------- | -------------- |
| Japão (Oricon)                                     | 87             |
| Estados Unidos (Billboard Hot 100)                 | 24             |
| Estados Unidos - Hot R&B/Hip-Hop Songs (Billboard) | 2              |

## Certificações
| Região                | Certificado | Unidades certificadas/vendas |
| --------------------- | ----------- | ---------------------------- |
| Estados Unidos (RIAA) | Ouro        | 700.000                      |